# ناصر پلنگی
ناصر پلنگی زاده ۱۳۳۶ شهر همدان نقاش، مجسمه‌ساز و مدرس دانشگاه است.

## زندگی‌نامه
او در کنار حبیب‌الله صادقی، حسین خسروجردی، کاظم چلیپا و چند تن دیگر به «نقاشان انقلاب» مشهورند.
دیوار نگاره مسجد جامع خرمشهر در زمان جنگ ایران و عراق از معروفترین آثار ناصر پلنگی به‌شمار می‌رود. این دیوارنگاره‌ها پس از پایان جنگ و بازگشت پلنگی به ایران، توسط خود او بازسازی و مرمت شد
وی فارغ‌التحصیل رشته کارشناسی نقاشی از دانشکده هنرهای زیبای دانشگاه تهران است و دوره کارشناسی ارشد خود را در دانشگاه تربیت مدرس به پایان رساند.
نمایشگاه زنان در جنگ ایران و عراق شامل عکس و طراحی در نگارخانه فویر دانشکده هنر استرالیا در سال ۱۳۸۶ و مکاشفات، عکس، رسانه و نقاشی در موزه تاریخ سنگاپور در سال ۱۳۸۶ از جمله فعالیت‌های اوست.

## جوایز
- اثر «میراث‌های فراموش‌شده» در چهارمین دوره جایزه جهانی هنرمندان نوظهور دبی[۲]
- بهترین اثر نقاشی در مسابقة بین‌المللی هنر (حرم امن) توسط وزارت ارشاد و فرهنگ اسلامی،
- گواهینامه جایزه هنری برای نقاشی دیواری از سوی وزارت ارشاد و فرهنگ اسلامی
- جایزه ویژه نقاشی برگزیده سومین دوسالانه نقاشی معاصر ایران[۳]